# Cynanthus auriceps
Cynanthus auriceps là một loài chim trong họ Trochilidae.